# 安全衛生推進者
安全衛生推進者（あんぜんえいせいすいしんしゃ）とは、労働安全衛生法を根拠とし、中規模な事業場において、その事業場の安全・衛生に関する事項を統括管理する者である。事業者より選任される。
1989年（平成元年）4月の改正法施行により新たに法定化された。労働災害の発生状況をみると、安全管理者及び衛生管理者の選任が義務付けられていない中小規模事業場における労働災害の発生率が大規模事業場に比べて格段に高くなっており、また、中小規模事業場においては、労働災害防止のための取組みが必ずしも十分とはいえない状況にあった。このような状況にかんがみ、中小規模事業場の安全衛生水準の向上を図るため、その安全衛生管理体制を整備することとし、事業者は、安全管理者の選任を要する事業場及び衛生管理者の選任を要する事業場以外の事業場で、一定の規模のものごとに、安全衛生推進者（安全管理者の選任を要する業種以外の業種の事業場にあっては、衛生推進者）を選任し、その者に、事業場における安全衛生に係る業務（衛生推進者にあつては、衛生に係る業務に限る。）を担当させなければならないこととしたものである（昭和63年9月16日発基84号）。

## 選任要件
日雇労働者、パートタイマー等の臨時的労働者の数を含めて、常態として10人以上50人未満の労働者を使用する中規模な事業場においては、安全衛生推進者を選任しなければならない。
安全衛生推進者は、選任すべき事由が発生した日から14日以内に選任し、その者の氏名を事業場の見やすい箇所に掲示する等し、関係労働者に周知させなければならない。安全衛生に係る他職とは異なり、労働基準監督署長への報告書提出義務は無く、違反に関する罰則は規定されていない（罰金を規定した労働安全衛生法第120条に安全衛生推進者に関する文言はない）。労働基準監督署長による増員・解任を命ずる規定もない。
安全衛生推進者等に係る規定は、派遣元事業者及び派遣先事業者の双方が、派遣中の労働者に関し、事業者としての義務を負う（労働者派遣法第45条1項、昭和63年10月1日基発652号）。

## 職務
安全衛生推進者又は衛生推進者は、安全管理者又は衛生管理者が安全衛生業務の技術的事項を管理する者であるのに対して、安全衛生業務について権限と責任を有する者の指揮を受けて当該業務を担当する者である（昭和63年9月16日基発601号の1）。
安全衛生推進者には、総括安全衛生管理者が総括管理することとされている業務を担当させなければならない（労働安全衛生法第12条の2）。具体的には以下の通りである。
1. 労働者の危険又は健康障害を防止するための措置に関すること[8]
2. 労働者の安全又は衛生のための教育の実施に関すること[9]
3. 健康診断の実施その他健康の保持増進のための措置に関すること[10][11]
4. 労働災害の原因の調査及び再発防止対策に関すること[12][13][14]
5. 安全衛生に関する方針の表明に関すること。[12][13][14]
6. 建設物、設備、原材料、ガス、蒸気、粉じん等による、又は作業行動その他業務に起因する危険性又は有害性等の調査及びその結果に基づき講ずる措置に関すること。[12][13][14]
7. 安全衛生に関する計画の作成、実施、評価及び改善に関すること。[12][13][14]

なお、以下の仕事において労働者の救護に関する技術的事項を管理する者を選任した場合は、安全衛生推進者の職務から救護に関する事項が除かれる（労働安全衛生法第25条の2、労働安全衛生法施行令第9条の2）。
- 建設業
- ずい道等の建設の仕事で、出入口からの距離が1000メートル以上の場所において作業を行うこととなるもの及び深さが50メートル以上となるたて坑（通路として用いられるものに限る。）の掘削を伴うもの
- 圧気工法による作業を行う仕事で、ゲージ圧力0.1メガパスカル以上で行うこととなるもの

## 資格要件
安全衛生推進者は、以下の資格を有する者のうちから、原則としてその事業場に専属の者を選任しなければならない。ただし、労働安全コンサルタント・労働衛生コンサルタントから選任する場合は専属の者でなくてもよい（労働安全衛生規則第12条の3、昭和63年9月5日労働省告示第80号）。
1. 大学又は高等専門学校卒業後に1年以上安全衛生の実務に従事している者
2. 高等学校又は中等教育学校卒業後に3年以上安全衛生の実務に従事している者
3. 5年以上安全衛生の実務に従事している者
4. 都道府県労働局長の登録を受けた者が行う講習を修了した者（安全衛生推進者養成講習・衛生推進者養成講習）
5. 安全管理者及び衛生管理者、労働安全コンサルタント・労働衛生コンサルタントの資格を有する者

※1～3に該当する者は、既に資格要件を満たしているので、安全衛生推進者養成講習ではなく、「安全衛生推進者能力向上教育（初任時）」を受講すればよい。

## 選任すべき事業場
次の業種で常時10人以上50人未満の労働者を使用する事業場。50人以上の事業場では安全衛生推進者に代わり安全管理者・衛生管理者を選任することになる。
- 林業、鉱業、建設業、運送業、清掃業、製造業(物の加工業を含む)、電気業、ガス業、熱供給業、水道業、通信業、各種商品卸売業、家具・建具・什器等卸売業、燃料小売業、旅館業、ゴルフ場業、自動車整備業、機械修理業
- 小売業（各種商品小売業、家具等小売業及び燃料小売業を除く） 、社会福祉施設 、飲食店[15]

### 建設現場の場合
- 建設現場については、自らの現場事務所があって、当該現場において労務管理[16]が一体として行われている場合を除き、直近上位の機構[17]に一括として適用される。（一定規模以上の建設現場であって、労務管理が一体として行われている現場事務所は、労働基準法別表第1の第3号の事業として適用される。この場合、労働基準法施行規則第57条第1項第1号の「適用事業報告」、労働基準法第89条の「就業規則」及び、時間外労働・休日労働がある場合は、「時間外労働・休日労働に関する協定届」を労働基準監督署へ提出する必要がある。）

## 衛生推進者
安全管理者の選任を要する業種以外の業種で常時10人以上50人未満の労働者を使用する事業場においては、衛生推進者を選任する。よって、10人以上50人未満の全業種において、安全衛生推進者か衛生推進者のどちらかを選任しなくてはならない。衛生推進者の業務は安全衛生推進者の業務のうち、衛生に関わる業務のみとなっている。なお、資格要件は安全衛生推進者と同じである。（5.は安全管理者及び衛生管理者を衛生管理者と読み替える）
- 衛生推進者を選任すべき業種の例
金融・保険・証券業、各種商品卸売業及び各種商品小売業以外の卸売業と小売業、不動産取引・賃貸・管理業、物品賃貸業、理容・美容・浴場業、葬儀業、映画業、劇場・興行場、公園・遊園地・遊技場、駐車場業、情報サービス・広告業、病院・診療所等医療業、幼稚園・教育施設、社会福祉・介護事業、飲食業などの非工業的業種

※平成26年3月28日「安全推進者の配置等に係るガイドライン」により、上記業種のうち小売業（各種商品小売業、家具等小売業及び燃料小売業を除く） 、社会福祉施設 、飲食店においては安全衛生推進者の選任が望ましいとされている。

## 講習
告示された時間は安全衛生推進者が10時間以上、衛生推進者が5時間以上となっている。

### 安全衛生推進者講習
- 学科（10時間）

1. 安全管理（2時間）
2. 危険性又は有害性等の調査及びその結果に基づき講ずる措置等（2時間）
3. 作業環境管理及び作業管理（2時間）
4. 健康の保持増進対策（1時間）
5. 安全衛生教育（1時間）
6. 安全衛生関係法令（2時間）

### 衛生推進者講習
- 学科（5時間）

1. 作業環境管理及び作業管理（2時間）
2. 健康の保持増進対策（1時間）
3. 労働衛生教育（1時間）
4. 労働衛生関係法令（1時間）